# Melaleuca parvistaminea
Melaleuca parvistaminea är en myrtenväxtart som beskrevs av Norman Brice Byrnes. Melaleuca parvistaminea ingår i släktet Melaleuca och familjen myrtenväxter. Inga underarter finns listade i Catalogue of Life.